# Albert Taillandier
Albert Taillandier (París, 8 de febrer de 1879 - ?) va ser un ciclista francès que va competir en pista a cavall entre el segle xix i XX. El 1900 va prendre part en els Jocs Olímpics de París, en què guanyà la medalla d'or en la prova de velocitat individual. Aquell mateix any guanyà el Gran Premi de París.